# Sociedade Esportiva Jateiense
Sociedade Esportiva Jateiense é um clube brasileiro de futebol da cidade de Jateí, no estado de Mato Grosso do Sul. Suas cores são o verde e branco. Disputou o Campeonato Sul-Mato-Grossense da Série B entre os anos de 1987 à 1989. Atualmente encontra-se afastado de competições de futebol profissional.